# Corpus Iuris Civilis
Corpus Iuris Civilis (Свод на гражданското право) е основополагаща колекция от трудове в областта на юриспруденцията, изработена в периода 529 – 534 година по заповед на Юстиниан I, но издадена след смъртта му. Около средата на VI век той предприема и завършва мащабно дело по кодификацията на действащото право като право не само на Източната Римска империя, но и на територията на цялата бивша Римска империя, въпреки че Западната империя е вече завладяна от остготите. Юстиниан забранява да се тълкува Corpus Iuris Civilis, за да не бъде извратен неговият смисъл.

## История

### Кодификация преди Юстиниан
Преди Юстиниан първите опити да се кодифицира римското право са направени от Гай около 110 – 180 г., но няма точни данни дори за цялото му име.
В края на III век пр.н.е. Григорий и Хермогиниан съставят Codex Gregorianus и Codex Hermogenianus – това са първите сборници от императорски конституции, но нямат официален характер. В 438 година е издаден Codex Theodosianus от император Теодосий II и съдържа конституции, които са издадени след император Константин.

### Кодификация при Юстиниан
За разлика от предходните кодификацията по времето на император Юстиниан I е много мащабна. Този сборник представя правния гений на римляните, тяхната забележителна законодателна дейност, блестяща юридическа техника, мъдростта на тяхната юриспруденция, теорията и практиката на римското право. Юстиниан цели с тази кодификация да заздрави основите на римското робовладение, както и да премахне противоречията в законодателството, да заличи отживелите институции и да запази творческото дело на класическата римска юриспруденция.
В 528 година Юстиниан назначава комисия от десет видни юристи, между които Трибониан и Теофил – професор в Константинополската юридическа школа, която има за задача да събере императорските конституции, издадени след император Адриан, като използват кодексите на Григорий, Хермогениан и Теодосий, в един сборник (Codex). Този пръв Юстинианов кодекс е публикуван в 529 година.
В 530 година Трибониан съставя нова шестчленна комисия, която под негово председателство, започва кодификация на класическото римско право. Комисията компилира творчеството на видни юристи, а там, където се налага, прави съответните корекции (т.нар. интерполации), но само с изричното позволение на Юстиниан. Този нов труд е публикуван в 533 година под името Пандекти или Дигеста (Pandecta или Digesta). След тяхното издаване се налагат изменения в първоначалния Кодекс, защото не е съобразен с направените в Дигестите изменения. Така се създава Codex repetitae praelectionis, който достига до нас, за разлика от стария, който не е запазен.
В 533 година, пак под председателство на Трибониан, влиза в сила заедно с Дигестите, кратко ръководство по право – Институции (Institutiones Iustinianum).
След всички тези нови издания Юстиниан издава т.нар. Novellae leges – редица нови закони.
След смъртта на Юстиниан всички нови издания се включват в кодификацията му и тя става известна като кодекс Corpus Iuris Civilis. Той обхваща тези четири части, но представлява единно законодателно цяло. С този сборник завършва и традицията на римското право, защото след него законодателната дейност не е римско право, а национално византийско право.

### Institutiones
Представлява кратко ръководство по право, изработено от Трибониан и двама професори. Организирано е в 4 книги, разделени на титули, които се делят на параграфи. Институциите са използвани като учебник в учебните заведения, преподаващи право – в Константинопол, Рим и Бейрут. В основата им почти изцяло лежат институциите на Гай.

### Digesta или Pandecta
Организирани са в 50 книги, които се делят на титули (с изключение на 30, 31 и 32). Титулите се делят на фрагменти, а фрагментите – на параграфи.

### Codex Iustiniani
В него са включени конституциите от Адриан до Юстиниан и е организиран в 12 книги. Той се отнася до социалния ред в империята. Утвърждава позицията на императора на абсолютен монарх с неограничена законодателна, изпълнителна и съдебна власт.

### Novellae (leges)
Издадени са от Юстиниан след втората редакция на Кодекса и обхващат 168 нови конституции, издадени след 534 година. По-късно са преработени от Атанасиос от Емеса в периода 572 – 577 година под наименованието Syntagma – издание за юристи с практическа цел.